# Liza Tzschirner

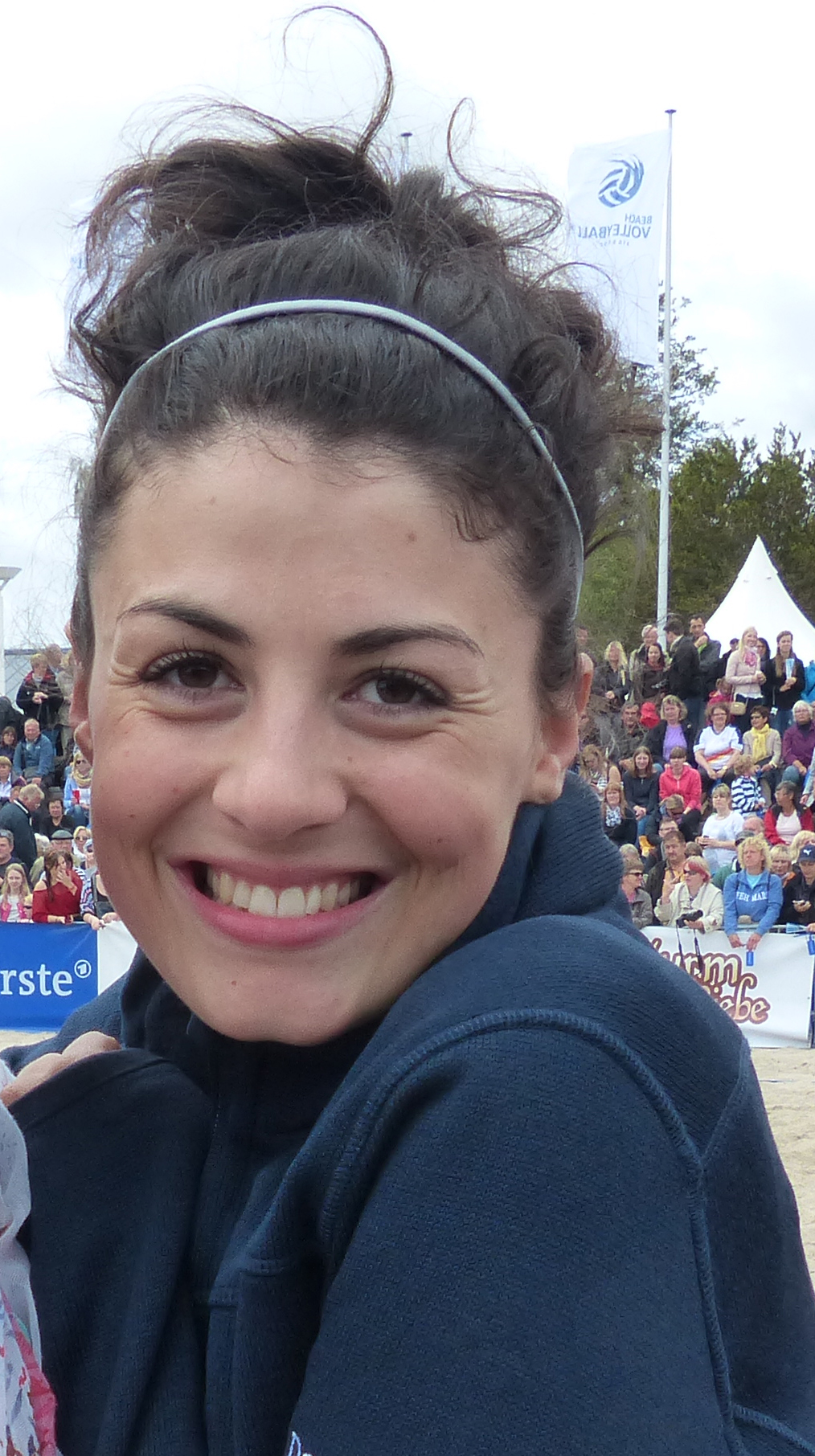
Liza Tzschirner (2014)

Liza Tzschirner (* 27. Juli 1987 in Bonn) ist eine deutsche Schauspielerin.

## Leben
Liza Tzschirner ging im Bonner Sankt-Adelheid-Gymnasium zur Schule. Sie spielte von 2005 bis 2009 im Jugendclub des Theaters Bonn. 2013 schloss sie ihre Schauspielausbildung am Mozarteum Salzburg ab, während der sie 2010 als Hermia in Ein Sommernachtstraum bei den Salzburger Festspielen und 2011 als Helene in Jugend ohne Gott am Landestheater Salzburg auftrat. Sie spielte außerdem diverse Rollen in dem Theaterstück Orestie.
Von Juni 2013 bis September 2014 war sie in der ARD-Telenovela Sturm der Liebe als Konditorin Pauline Jentzsch zu sehen. Es war ihre erste Fernsehrolle, die zweite folgte in Weißblaue Geschichten. Gemeinsam mit Christian Feist, der den männlichen Part übernommen hatte, bildete sie das Protagonistenpaar der 9. Staffel. Im Juli 2015 kehrte Tzschirner zum Staffelfinale der darauffolgenden Staffel für einige Folgen in ihrer angestammten Rolle zurück; in der am 22. September 2015 ausgestrahlten Musical-Folge anlässlich des zehnjährigen Serienjubiläums hatte sie außerdem einen Cameo-Auftritt. Weitere Gastauftritte als Pauline folgten im August 2017 und im Juli 2020.
Von August 2019 (Folge 865) bis Mai 2023 (Folge 1014) gehörte sie in der Rolle der Rieke Machold zum festen Nebencast der wöchentlichen ARD-Arztserie In aller Freundschaft. Mit ihrer Schauspielkollegin Christina Petersen verkörperte sie in der Serie ein gleichgeschlechtliches Ehepaar.
Tzschirner lebt in ihrer Geburtsstadt Bonn.

## Filmografie
- 2013–2014, 2015, 2017, 2020: Sturm der Liebe (Fernsehserie, 316 Folgen)
- 2014: Weißblaue Geschichten (Fernsehserie, 1 Folge)
- 2016: Der Urbino-Krimi: Mord im Olivenhain
- 2016: SOKO München (Fernsehserie, Folge: Fuxjagd)
- 2016: Rosamunde Pilcher – Ein Doktor & drei Frauen
- 2016: No Future war gestern!
- 2017: Rosamunde Pilcher – Wie von einem anderen Stern
- 2017–2022: Bettys Diagnose (Fernsehserie, 2 Folgen, verschiedene Rollen)
- 2017: Los Veganeros 2
- 2017–2024: SOKO Köln (Fernsehserie, 2 Folgen, verschiedene Rollen)
- 2018: Inga Lindström – Vom Festhalten und Loslassen
- 2018: Der Ranger – Paradies Heimat: Wolfsspuren (Fernsehreihe)
- 2018: Der Ranger – Paradies Heimat: Vaterliebe
- 2019–2023, 2025: In aller Freundschaft (Fernsehserie, 28 Folgen)
- 2019: Der Staatsanwalt (Fernsehserie, Folge: Vergissmeinnicht)
- 2019: Rosamunde Pilcher: Raus in den Sturm
- 2019: Heldt (Fernsehserie, Folge: Keiner von uns)
- 2020: Der Ranger – Paradies Heimat: Entscheidungen
- 2020: Der Ranger – Paradies Heimat: Zeit der Wahrheit
- 2020: WaPo Bodensee (Fernsehserie, Folge: Hart am Wind)
- 2020–2022: SOKO Leipzig (Fernsehserie, 2 Folgen, verschiedene Rollen)
- 2021: Das Traumschiff – Seychellen
- 2021: Der Ranger – Paradies Heimat: Junge Liebe
- 2021: Rentnercops (Fernsehserie, Folge: Am Haken)
- 2021: Der Ranger – Paradies Heimat: Sturm
- 2021: Das Kindermädchen – Mission Italien
- 2021: Mord in der Familie – Der Zauberwürfel (Zweiteiler)
- 2022: Der Ranger – Paradies Heimat: Himmelhoch
- 2022: Der Ranger – Paradies Heimat: Zusammenhalt
- 2022: Notruf Hafenkante (Fernsehserie, Folge: Frohe Weihnachten)
- 2022: Inga Lindström – Der Autor und ich
- 2023: Die Füchsin – Alte Sünden
- 2024: SOKO Hamburg (Fernsehserie, Folge: Offene Rechnungen)
- 2024: SOKO Stuttgart (Fernsehserie, Folge: Stets zu Diensten)
- 2024: Sarah Kohr (Fernsehserie, Folge: F09 Zement)
- 2024: Wilsberg (Fernsehreihe, Folge: Blut geleckt)
- 2024: Aus dem Leben (Fernsehfilm)
- 2025: Bettys Diagnose (Fernsehserie, Folge: Liebe hat viele Gesichter)